# Маркіз Слайго

Герб маркізів Слайго.

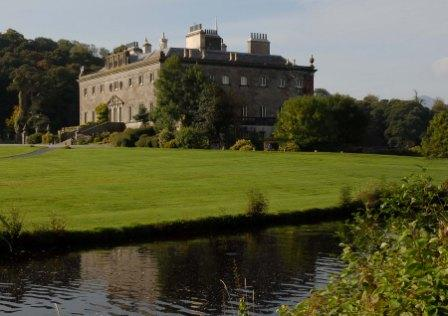
Замок Веспорт-Хаус.

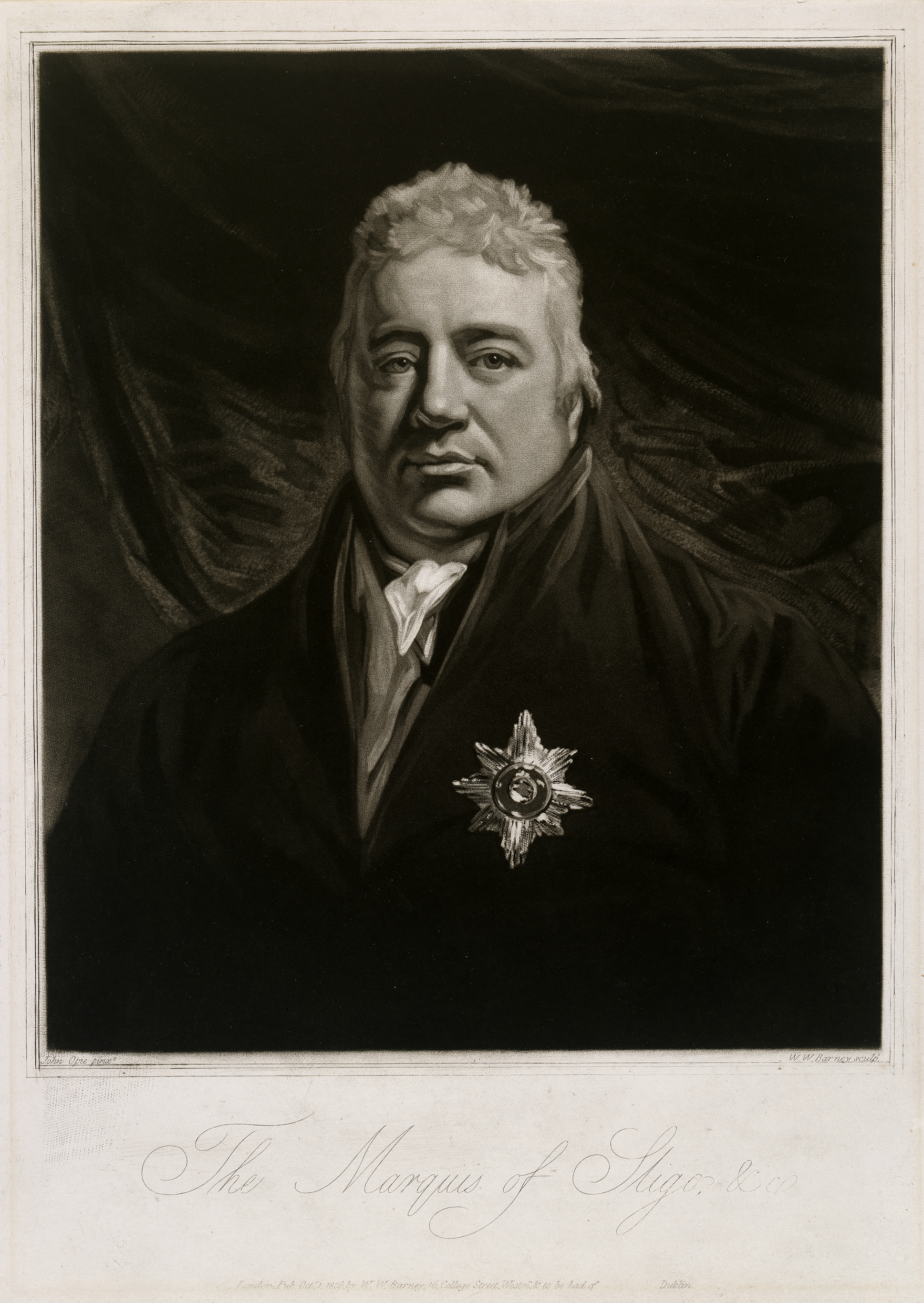
Джон Браун — І маркіз Слайго.

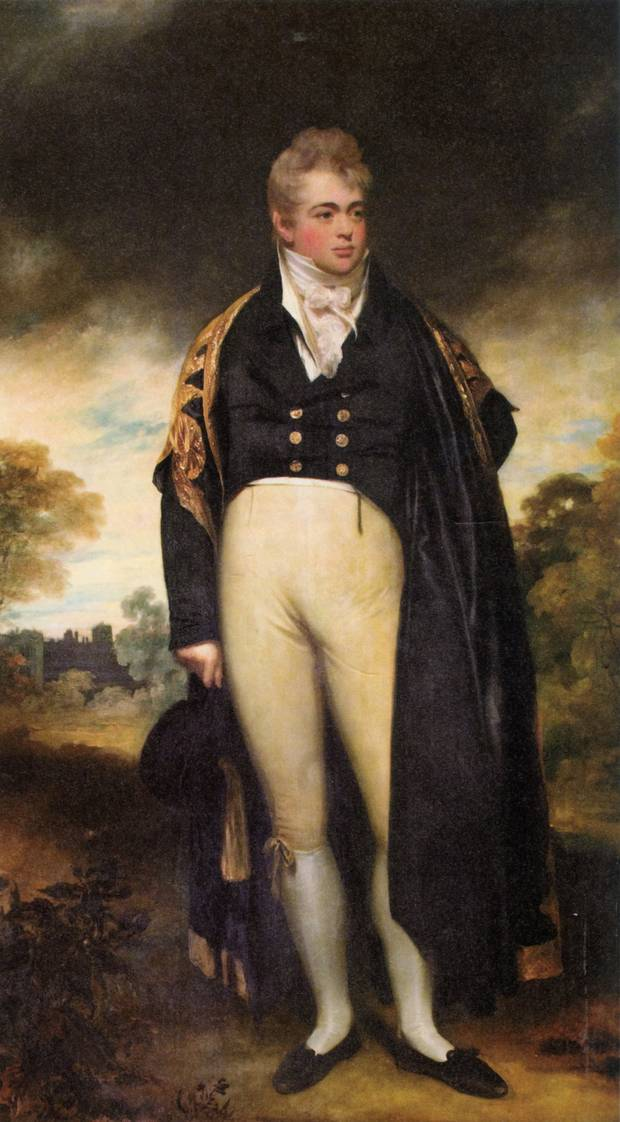
Хоу Браун — II маркіз Слайго.

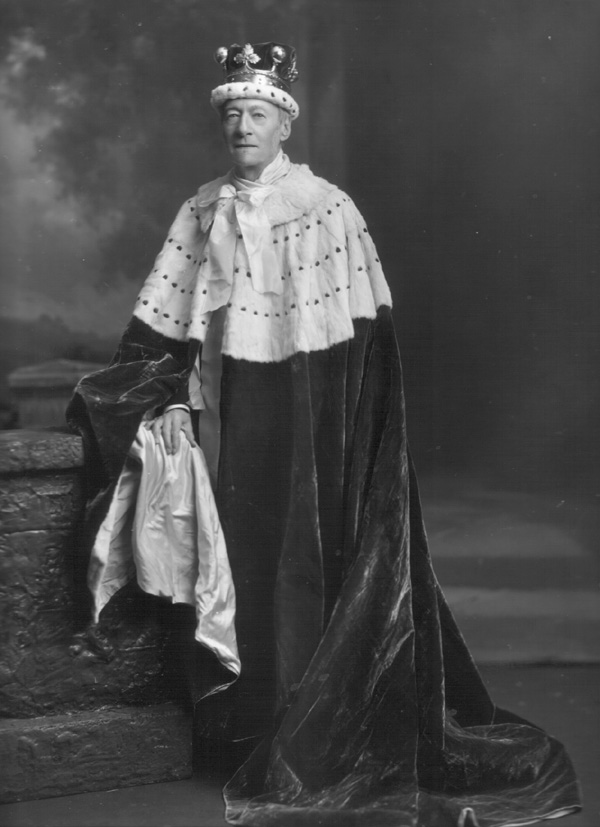
Генрі Браун — V маркіз Слайго.

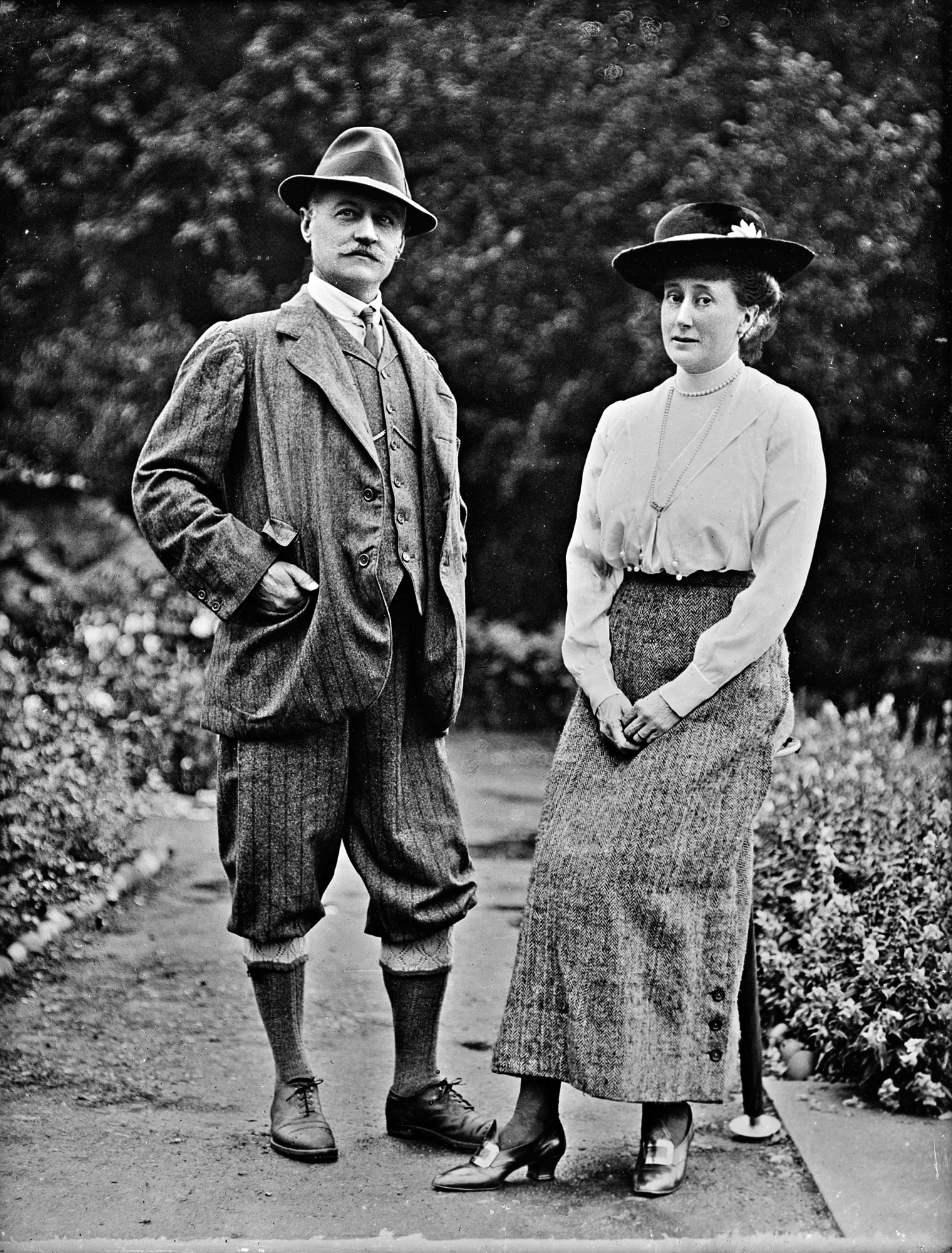
Джордж Улік Браун — VІ маркіз Слайго та його дружина.

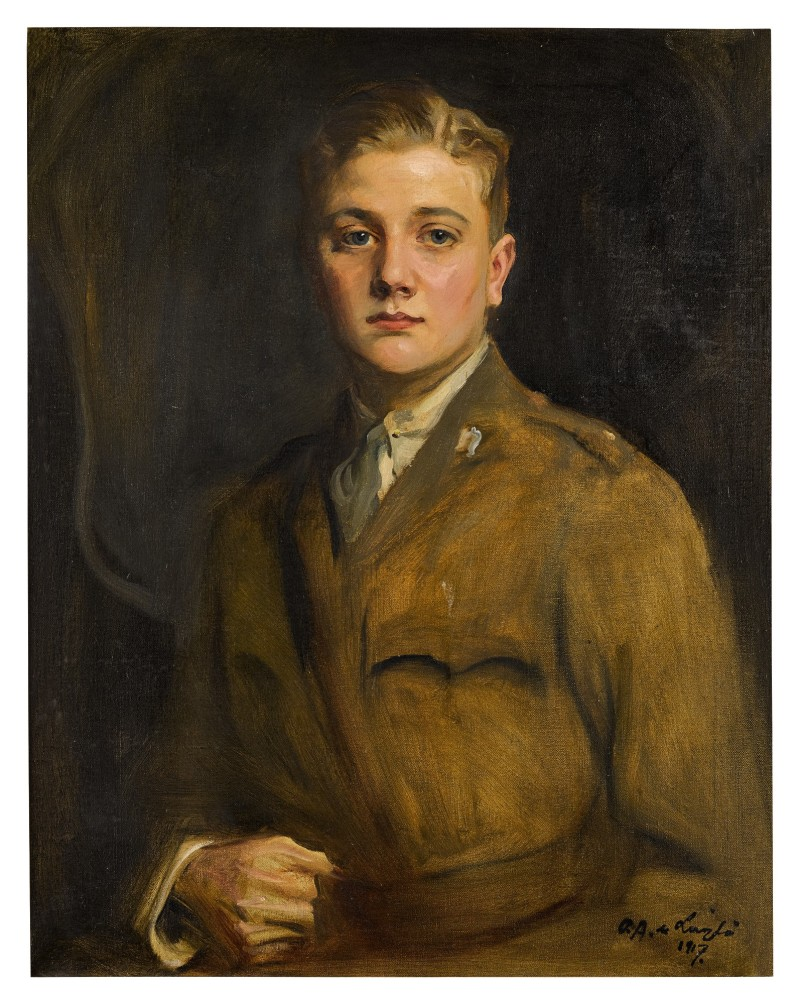
Улік де Бург Браун (1898—1941) — VII маркіз Слайго.

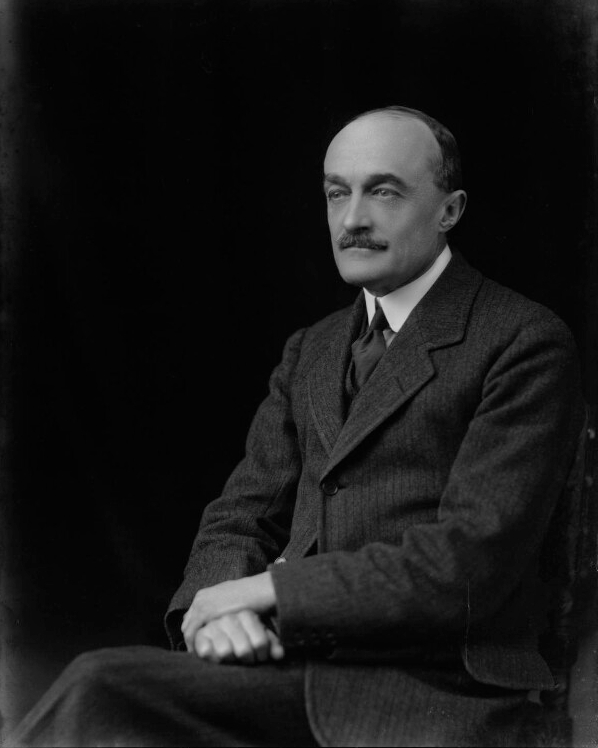
Артур Хоу Браун — VIIІ маркіз Слайго.

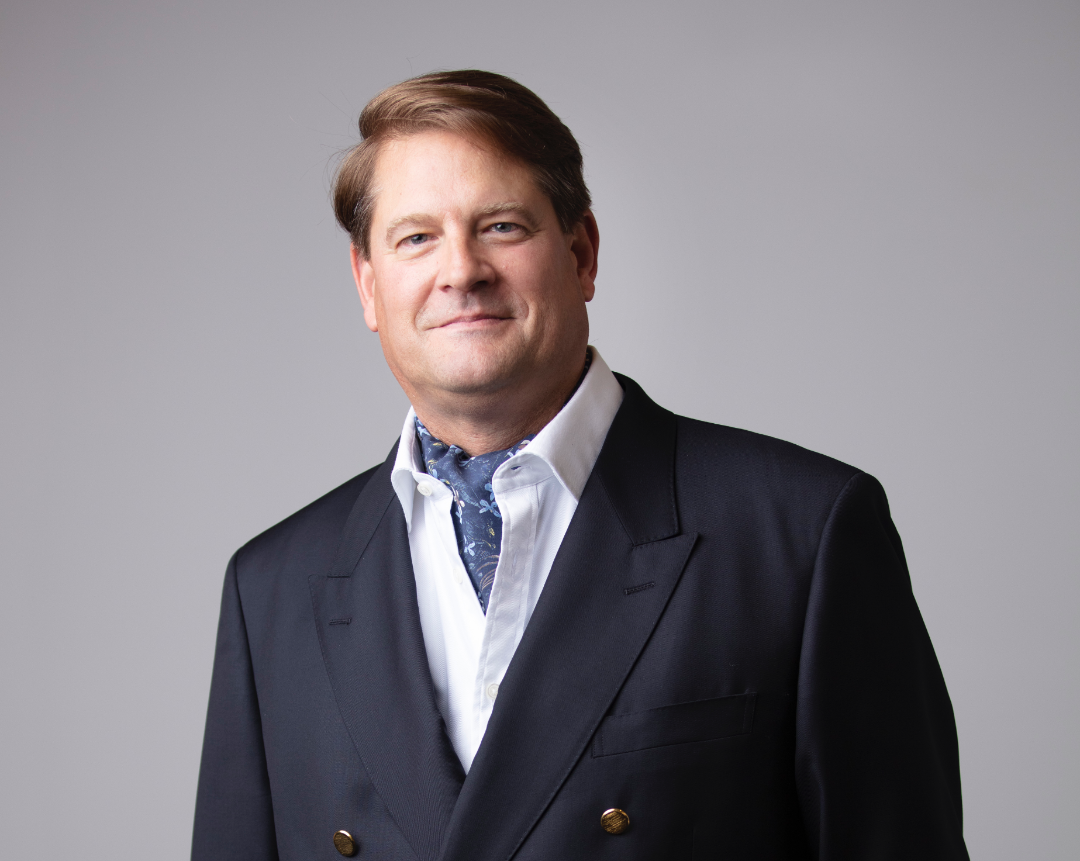
Себаст'ян Улік Браун — ХIІ маркіз Слайго.

Маркіз Слайго (англ. Marquess of Sligo) — аристократичний титул в перстві Ірландії.

## Гасло маркізів Слайго
Suivez raison — «Йди праворуч» (фр.)

## Історія маркізів Слайго
Титул маркіз Слайго був створений в перстві Ірландії в 1800 році для Джона Брауна — III графа Алтамонт. Маркізи Слайго володіли титулами: барон Маун Ігл з Вестпорту, що в графстві Мейо (титул створено 10 вересня 1760 року), віконт Веспорт з Веспорту, що в графстві Мейо (титул створено 24 серпня 1768 року), граф Алтамонт з графства Мейо (титул створено 4 грудня 1771 року), граф Кланрікард (титул створено в 1800 році), барон Монтігл з Веспорту, що в графстві Мейо (титул створено 20 лютого 1806 року). Всі ці титули були створені в перстві Ірландії, крім титулу барона Монтігл, що був створений в перстві Об'єднаного Королівства Великої Британії та Ірландії. Титул барон Монтігл давав право маркізам Слайго автоматично володіти місцем депутата в Палаті лордів парламенту Великої Британії до прийняття закону про Палату лордів в 1999 році.
Родина Браунів походить від полковника Джона Брауна — молодшого сина сера Джона Брана — І баронета Браун з Нілу, що в графстві Мейо. Старший син І баронета Браун — II баронет Браун був предком баронів Кілмейн. Титул баронет Браун був створений в 1636 році. Онук полковника Джона Брауна — Джон Браун був депутатом Палати громад парламенту Ірландії і представляв Кастлбар. Він отримав титул барона Маунт Ігл у 1760 році, віконта Вестпорт у 1768 році, графа Алтамонт в 1771 році. Титули Маун Інг та Алтамонт походить від гори Кроах Патрік, що височіє біля Вестпорта. Джон Браун був єдиним сином Пітера Брауна — процвітаючого землевласника-католика в графстві Мейо та його дружини Мері Дейл. Він був онуком полковника Джона Брауна, що підписав Лімерицького договору та Деніса Дейлі — судді Суду загальних справ (Ірландія). Його сестри були римо-католичками, але сам він був протестантом Церкви Ірландії. Він отримав освіту в Крайст-Черч, Оксфорд у липні 1725 року. Джон Браун був верховним шерифом Мейо в 1731 році, а в 1744 році був обраний депутатом парламенту від Каслбар і був депутатом до 1760 року, хоча він рідко відвідував парламент. Він отримав титул пера Ірландії як барон Маунт Ігл з Вестпорту, що в графстві Мейо, а в 1768 році він отримав титул віконта Вестпорта, Вестпорт у графстві Мейо. У 1771 році він отримав ще більшу честь, отримавши титул графа Алтамонт з графства Мейо. Він був багатим і успішним землевласником, що особливо цікавився розведенням худоби та покращенням сортів сільськогосподарських культур. Він також багато зробив для покращення торгівлі льоном у містечку Вестпорт, графство Мейо. Він значно перебудував замок Веспорт-Хаус, що залишався резиденцією родини Браун до 2017 року. Джон Браун одружився з Енн Гор — дочкою сера Артура Гора — II баронета Гор та Елізабет Аннеслі. Шлюб відбувся у грудні 1729 року. У них було шість синів і чотири дочки:
- Пітер Браун (1731 — 28 грудня 1780) — II граф Алтамонт
- Полковник Артур Браун (нар. 14 березня 1731 — 21 липня 1779, Бостон, Нова Англія) — служив у Квебеку, у 1770-х роках депутат парламенту від Мейо.
- Леді Енн Браун (1740 — 21 лютого 1815)
- Джордж Браун (1735—1782) — депутат парламенту від графства Мейо.
- Джеймс Браун (1736—1790) — депутат від Каслбар, головний сержант Ірландії
- Генрі Браун (1738 — 28 січня 1811, Молсворт-стріт, Дублін)
- Джон Браун — одружений з Мері Кокс.

Титул успадкував його син Пітер Браун, що став II графом Алтамонт. Він був відомим політиком, землевласником та рабовласником. Обраний депутатом парламенту Ірландії і представляв графство Мейо. Він одружився з Елізабет Келлі — з єдиною законнонародженою дитиною та спадкоємицею Деніса Келлі. Шлюб відбувся 16 квітня 1752 року. Деніс Келлі був головним суддею Ямайки, і Брауни успадкували ямайські плантації та рабів, а також маєток Лісдафф і маєток Спрінг Гарден, обидва в цивільній парафії Тайн, баронство Лейтрім (графство Голвей, Ірландія). Територія маєтку Лісдафф перевищує 264 акрів, тоді як територія маєтку Спрінг Гарден перевищує 275 акрів. Маєток Лісдафф був придбаний у брата Деніса Келлі — Едмонда Келлі. Маєток було розширено за рахунок купівлі землі в містечку Драматобер (також у баронстві Лейтрім, цивільна парафія Абейгормакан) і Гарранкарф у 1749 році, а також земель Корміког у Джона Берка в 1750 році. Пітер Браун прийняв додаткове прізвище Келлі. Зведена сестра Елізабет Келлі — Прісцилла Келлі, вийшла заміж за Роберта Купера Лі — генерального судді Ямайки. Їхня донька — Фавелл Бурк Лі вийшла заміж за Девіда Бевана — британського банкіра банку «Барклай, Беван, Беннін, Тріттон». Це об'єднало кілька аристократичних сімей Великої Британії. Пітер Браун був обраний членом парламенту від Мейо в парламенті Ірландії і був депутатом в 1761—1768 роках. Його діти:
- Шарлотта Браун — померла 23 січня 1849 року
- Джон Денис Браун — І маркіз Слайго
- Деніс Браун — відомий політик
- Єлизавета Браун (1765—1795)
- Анна Браун (1765—1814) — графиня Дезарт, віконтеса Дезарт, віконтеса Каслкуфф, баронеса Дезарт, вийшла заміж за Отвея Кафф — І графа Дезарт.

Титул успадкував його син Джон Деніс Браун, що став III графом Алтамонт. Він теж був обраний депутатом парламенту Ірландії і представляв графство Мейо. У 1800 році після прийняття Акту Унії він був обраний одним із 28 перів Ірландії, що стали депутатами Палаті лордів парламенту Об'єднаного Королівства і представляли Ірландію. У тому ж році він отримав титул маркіза Слайго. У 1806 році він отримав титул барона Маунтігл у перстві Об'єднаного Королівства Великої Британії та Ірландії, що дало маркізам Слайго автоматично місце в Палаті лордів Великої Британії. Служив верховним шерифом графства Мейо з 1779 року. У 1800 році став кавалером ордену Святого Патріка. Помер 2 червня 1809 року в Лісабоні (Португалія). Він був одружений з леді Луїзою Кетрін Хоу. Після їхнього одруження вона була відома як графиня Алтамонт, а потім як маркіза Слайго. Його правнучатим племінником був британський композитор і поет Вільям Чарльз Деніс Браун (1888—1915).
Титул успадкував його син Хоу Браун, що став II маркізом Слайго. Він отримав посаду лорд-лейтенанта графство Мейо і володів цією посадою в 1842—1845 роках. Він одружився з леді Гестер Кетрін де Бург — старшою дочкою Джона Томаса де Бурга — ХІІІ графа Кланрікард. Він отримав освіту в Ітоні та в коледжі Ісуса в Кембриджі, отримавши ступінь магістра у 1808 році. У юності він подружився з Томасом де Квінсі та лордом Байроном. У 1809 році після смерті свого батька він став маркізом Слайго, а 11 листопада 1809 року став кавалером Ордена Святого Патріка. У 1812 році Хоу Брауну було пред'явлено звинувачення у «схиленні моряка до дезертирства з флоту» — звинувачення, яке каралося найсуворішою смертною карою. Хоу Брауна визнали винним і засудили до штрафу в 5000 фунтів стерлінгів і чотирьох місяців в'язниці в Ньюгейт. За дивним поворотом подій під час судового процесу його мати закохалася в суддю сера Вільяма Скотта. Після суду їх познайомили і пізніше одружили, незважаючи на 20-річну різницю у віці. Однак шлюб не виявився щасливим і розпався через рік. До одруження Хоу Браун він мав стосунки з французькою куртизанкою Полін Шері Пако. Цей роман породив одного сина, чиє батьківство Хоу поставив під сумнів, дізнавшись, що він не був єдиним коханцем Полін. Після розриву з Поліною 4 березня 1816 року Браун одружився з 16-річною Гестер Кетрін — дочкою Джона де Бурга — ХІІІ графа Кланрікард. Кажуть, що його мати зазначила, що є «найдивовижніша схожість з Поліною, яку я коли-небудь бачила». У подружжя було 14 дітей між 1817 і 1839 роками. Леді Гестер була культурною жінкою, яка протегувала мистецтву та відремонтувала Вестпорт-Хаус, сімейний будинок у графстві Мейо, і його сади. Родина також мала будинок у Лондоні на вулиці Менсфілд, 16, Мерілебон. Разом зі своїм чоловіком вона виступала за скасування рабства, а згодом — за полегшення голоду в Ірландії. Вона була покровителькою сестер милосердя. У 1834—1835 роках він був призначений губернатором і віце-адміралом Ямайки і був прийнятий з великою пишністю. Місцеві власники плантацій та рабовласники припускали, що Хоу Браун, як сам власник плантацій, буде піклуватися про їхні інтереси. Однак Хоу Браун отримав право власності на дві плантації на острові через спадщину після смерті його бабусі, і, як виявилось був противником рабства. Прибувши незабаром після Акту про скасування рабства 1833 року, Браун домагався повного знищення рабства на Ямайці. Він реформував правову систему, призначивши представника змішаної раси Річарда Гілла відповідальним за стипендіальні магістрати під час «учнівства» (чотирирічний період, протягом якого чорне населення мало «вчитися», як бути «належними громадянами»). Він також заснував школи для темношкірого населення, дві з яких він особисто профінансував. Ці кроки майже миттєво зробили Брауна лиходієм для правлячого класу плантаторів на Ямайці. Вони швидко висміяли його колишню репутацію в місцевій пресі: «Ми добре знаємо про морські екскурсії та розваги його світлості до того, як він приїхав на Ямайку». До 1836 року Ямайська асамблея блокувала його спроби повністю звільнити чорношкіре населення Ямайки та змогла змусити його піти у відставку з посади губернатора. Його ім'ям названо перше вільне село Слайговіль в парафії Святої Катерини, Ямайка. Лорд і леді Слайго поховані на кладовищі Кенсал Грін, Лондон.
III маркіз Слайго Джордж Джон Браун отримав освіту в Ітоні та Трініті-коледжі в Кембриджі. Він тричі одружувався, але помер без потомства. Він одружився вперше з Еллен Смайт — дочкою VI віконта Стренґфорд, вдруге одружився з Джулією Наджент — дочкою IX графа Вестміт, втретє одружився з Ізабель де Пейронн — дочкою віконта де Пейронн. Як і його попередники, Джордж Браун пишався тим, що був освіченим землевласником. На другому році Великого голоду в Ірландії орендарі Джорджа Брауна зібралися у Вестпорт-Хаусі, родовій резиденції маркізів Слайго. Джордж Браун запевнив своїх орендарів у своїй підтримці та продовжив передавати їм зброю (не зважаючи на власну безпеку), дозволяючи їм полювати на дичину. Він також заліз у величезні борги, щоб придбати кукурудзяне борошно в Америці і допомогти голодуючим ірландцям, перетворив більшу частину замку Вестпорт-Хаус на їдальню для голодуючих селян. Він похований на кладовищі Кенсел Грін, Лондон.
IV маркіз Слайго Джон Томас Браун був депутатом парламенту і представляв графство Мейо в 1857—1868 роках. Він був військовим моряком. З 1857 по 1868 рік Браун був депутатом парламенту від Ліберальної партії від графства Мейо. Раніше він служив офіцером Королівського флоту. У 1896 році Джон Томас Браун успадкував титул маркіза Слайго після смерті свого старшого брата — III маркіза Слайго, також успадкувавши близько 114 900 акрів землі та замок Вестпорт-Хаус, графство Мейо. Він помер неодруженим, і його спадкоємцем став його брат Генрі.
Генрі Улік Браун — V маркіз Слайго (14 березня 1831 — 24 лютого 1913) був четвертим сином Хоу Брауна — II маркіза Слайго та леді Гестер Кетрін де Бург — доньки Джона де Бурга — ХІІІ графа Кланрікарда. Він успадкував титул маркіза в грудні 1903 року у віці 72 років після смерті свого неодруженого старшого брата. Він одружився з Кетрін Генрієттою Дікен — дочкою Вільяма Стівенса Діккена 25 жовтня 1855 року. У них було десять дітей:
- Джордж Браун, VI маркіз Слайго (1856—1935)
- Кетрін Елізабет Браун (1857—1874)
- Герберт Річард Браун (1858—1890)
- Леді Едіт Гестер Браун (1860—1936)
- Леді Флоренс Меріон Браун (1863—1946)
- Артур Браун, 8-й маркіз Слайго (1867—1951)
- Теренс Браун, 9-й маркіз Слайго (1873—1952)
- Леді Нора Браун (1873—1948)
- Еліс Евелін Браун (1877 — ?)
- Підполковник лорд Альфред Іден Браун — служив у Королівській польовій артилерії (1878 — загинув у бою 27 серпня 1918)

V маркіз Слайго похований на північний схід від головної каплиці на кладовищі Кенсал-Грін у Лондоні.
Титул успадкував його син Джордж Улік Браун, що став VI маркізом Слайго. Він успадкував титул графа Кланрікард у 1916 році після смерті свого двоюрідного брата Губерта Джорджа де Бург-Каннінга — II маркіза Кланрікард. Він народився в Мангері, Британська Індія. Він став успадкував титул маркіза Слайго в лютому 1913 року у віці 56 років після смерті свого батька. Він одружився з Агатою Стюарт Годжсон — дочкою Джеймса Стюарта Годжсона 12 жовтня 1887 року. У них було три доньки та один син:
- Ейлін Агата Браун (1889—1940) — вийшла заміж за Джеймса Стенгоупа, VII графа Стенгоупа
- Моя Мелісенда Браун (1892—1974)
- Дорін Джеральдін Браун (1896—1979) — вийшла заміж за Майкла Кнатчбулла, V барона Браборна
- Улік де Бург Браун (1898—1941) — VII маркіз Слайго

Після смерті 1916 року Юберта де Бург-Каннінга — II маркіза Кланрікард, маркіз Слайго також став графом Кланрікард. У 1921 році він був присутній на першому засіданні Сенату Вільної Держави Ірландія, який проіснував недовго. У 1922 році його сфотографував Волтер Стоунмен. У 1924 році, відвідавши британський Гонконг, маркіз Слайго домігся того, щоб екземпляр південнокитайської гігантської саламандри був відправлений до Лондонського зоопарку. На його честь вид був названий Megalobatrachus sligoi. Нині вид називається Andrias sligoi. Помер Джордж Улік Браун у 1935 році в Лондоні.
Улік де Бург Браун (30 березня 1898 — 7 січня 1941) — VII маркіз Слайго був відомим британським та ірландським пером і офіцером британської армії. Він служив у кавалерійському полку королівських шотландських сірих під час Першої світової війни. До смерті свого батька він був відомий як граф Альтамонт. Він був сином Джорджа Брауна, VI маркіза Слайго та Агати Стюарт Годжсон. Він помер бездітним у віці 42 років у Дублінському будинку престарілих та інвалідів, і його спадкоємцем став його дядько Артур Хоу Браун. Він залишив маєток, оцінений у 300 845 фунтів стерлінгів.
На сьогодні титул маркіза Слайго належить Себаст'яну Уліку Брауну — ХІІ маркізу Слайго. Він успадкував титул від свого двоюрідного брата в 2014 році. Нині він живе в Сіднеї, Австралія, працює консультантом з нерухомості.
Родинною резиденцією маркізів Слайго був Вестпорт-Хаус, що стоїть поблизу Вестпорту, графство Мейо в Ірландії. Після смерті XI маркіза Слайго будинок перейшов до його п'ятьох дочок відповідно до приватного законодавства, прийнятого Сенатом Ірландії в 1993 році. Веспорт-Хаус був проданий дочками лорда Слайго в жовтні 2017 року, розірвавши формальний зв'язок між цим будинком та родиною Браун і маркізами Слайго, що тривав 380 років. Будинок був проданий родині Х'юз — місцевій ірландській родині, що займається виробництвом одягу та володіє готелем у Вестпорті.

## Барони Маунт Ігл (1760), графи Алтамонт (1771)
- Джон Браун (бл. 1709—1776) — І граф Алтамонт
- Пітер Браун (бл. 1731—1780) — II граф Алтамонт
- Джон Деніс Браун (1756—1809) — III граф Алтамонт (у 1800 році нагороджений титулом маркіз Слайго)

## Маркізи Слайго (1800)
- Джон Деніс Браун (1756—1809) — І маркіз Слайго
- Хоу Пітер Браун (1788—1845) — II маркіз Слайго
- Джордж Джон Браун (1820—1896) — III маркіз Слайго
- Джон Томас Браун (1824—1903) — IV маркіз Слайго
- Генрі Улік Браун (1831—1913) — V маркіз Слайго
- Джордж Улік Браун (1856—1935) — VI маркіз Слайго
- Улік де Бург Браун (1898—1941) — VII маркіз Слайго
- Артур Хоу Браун (1867—1951) — VIII маркіз Слайго
- Теренс Морріс Браун (1873—1952) — IX маркіз Слайго
- Деніс Едвард Браун (1908—1991) — X маркіз Слайго
- Джеремі Улік Браун (1939—2014) — XI маркіз Слайго
- Себаст'ян Улік Браун (нар. 1964) — XII маркіз Слайго

Спадкоємець титулу є син нинішнього власника титулу Крістофер Улік Браун — граф Алтамонт (нар. 1988)